# Lich
Lich település Németországban, Hessen tartományban.

## Fekvése
Reiskirchentől délre fekvő település.

## Leírása

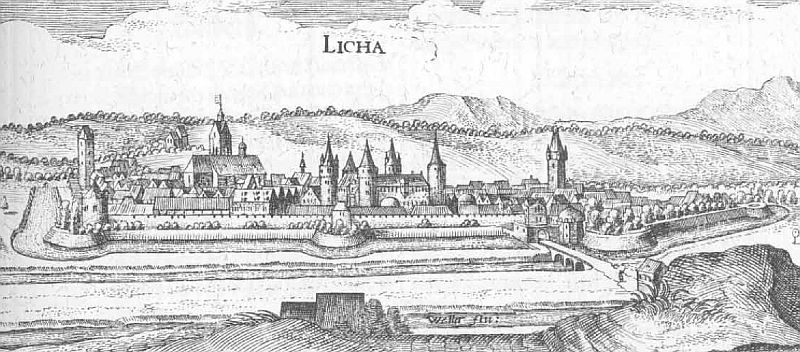

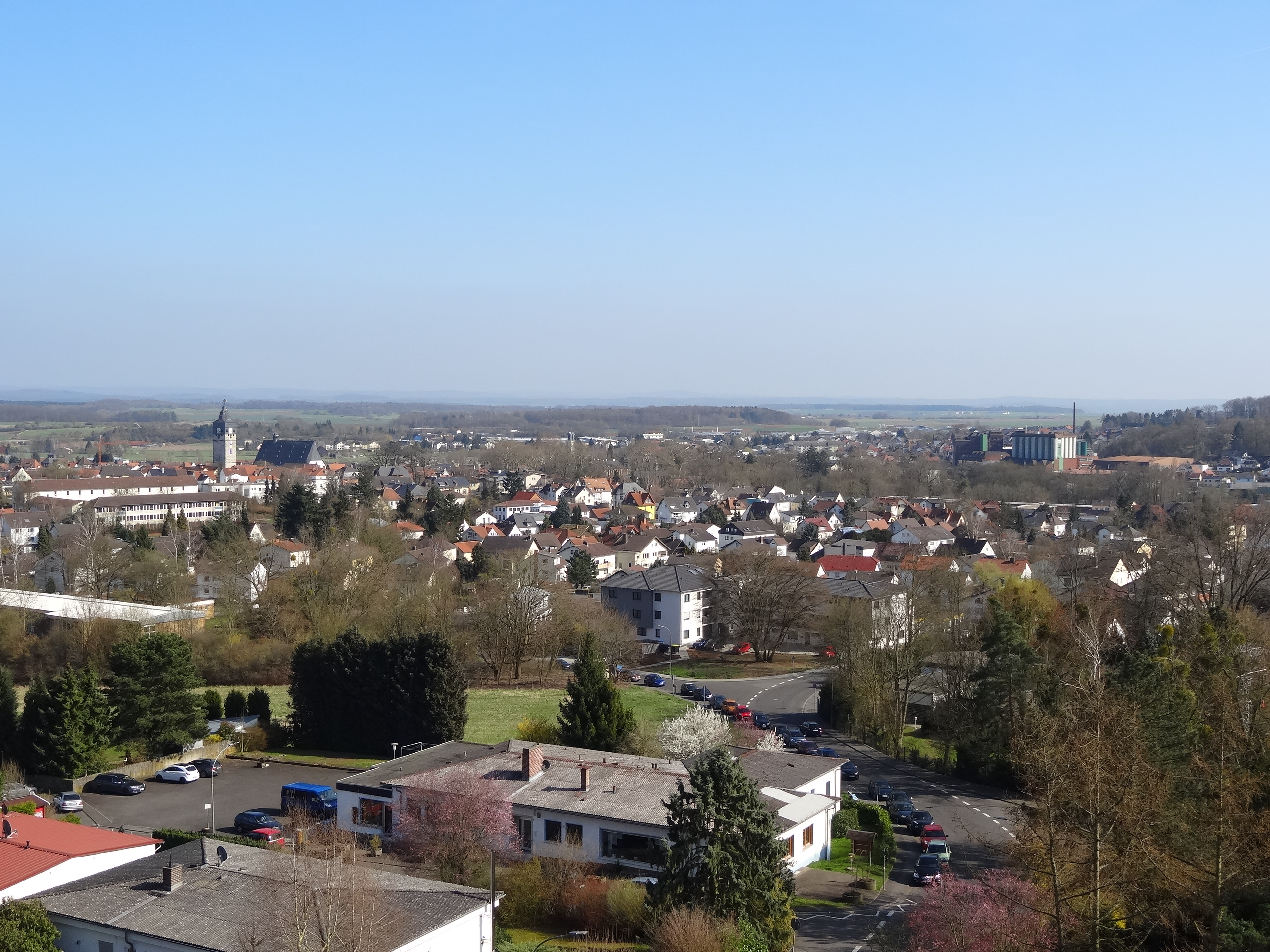
Lich látképe

Lich nevét 790-ben a lorschi apátság kódexe említette először.
A városka temploma (Marienstiftkirche) késő gótikus-reneszánsz stílusban épült, barokk szószékkel.
A település favázas házai közül az 1632-ből származó Hellwighaus a leglátványosabb. Az itteni kastélyban 17. századból való gobleinek láthatók.

## Galéria

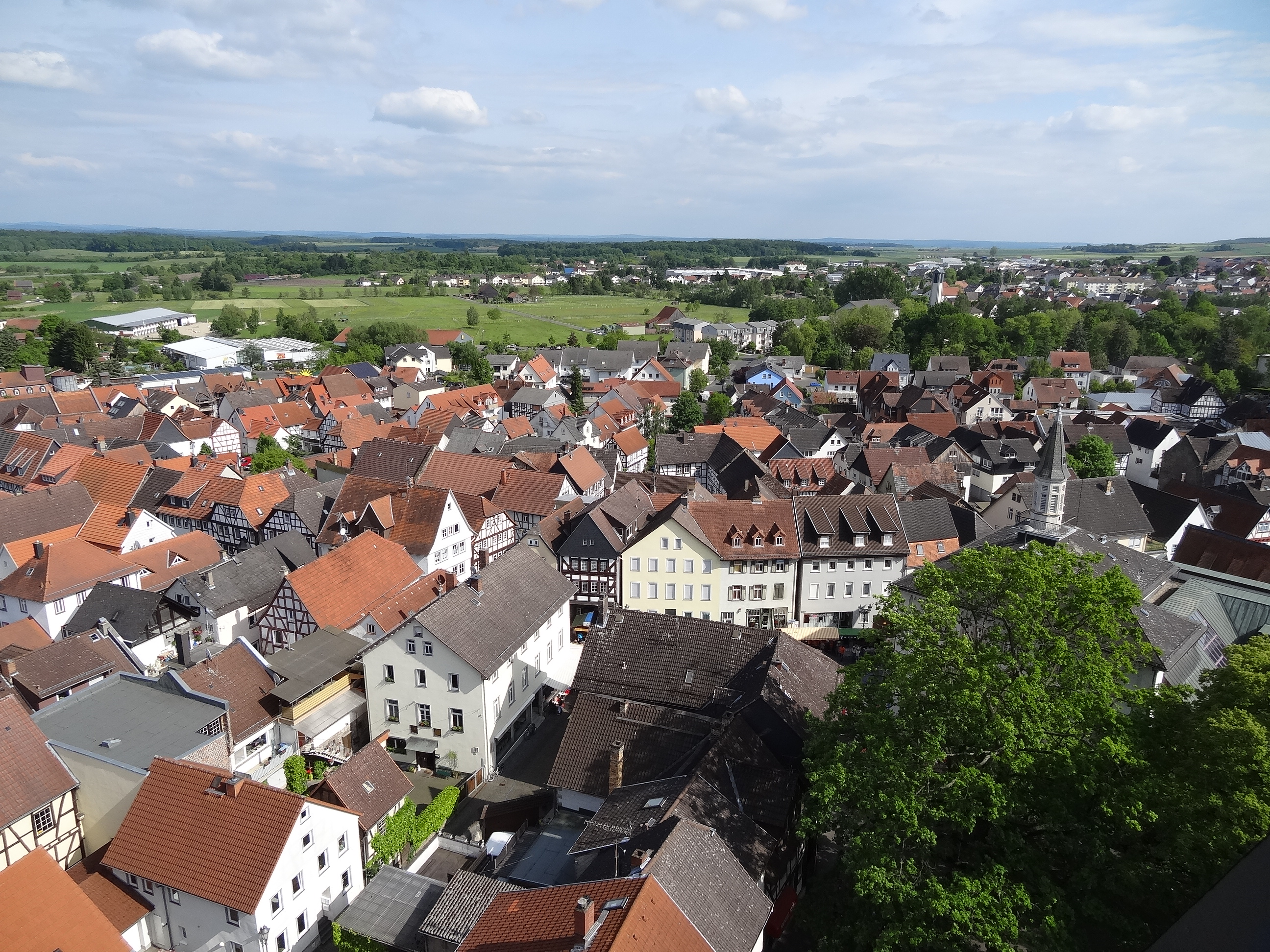
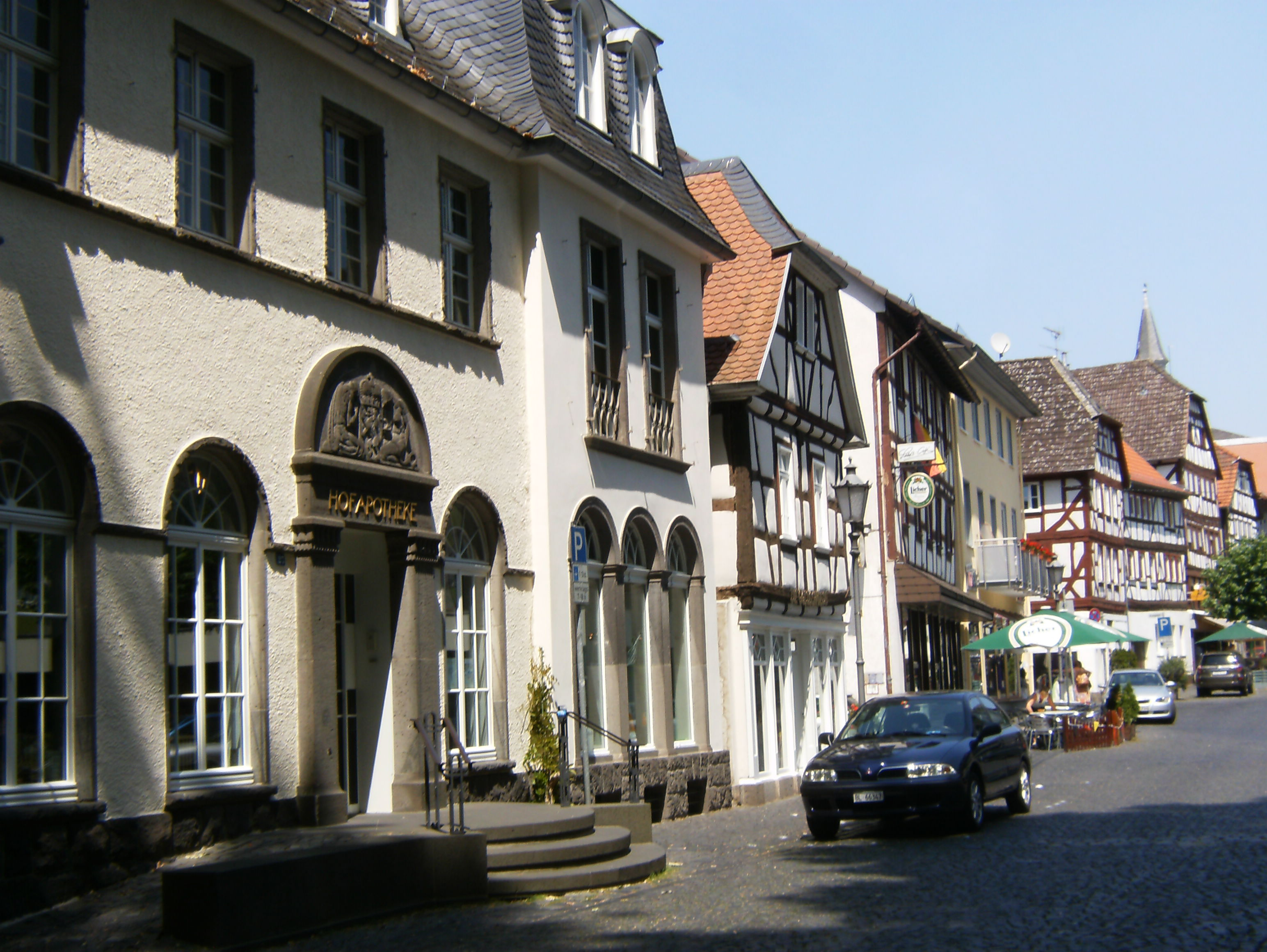
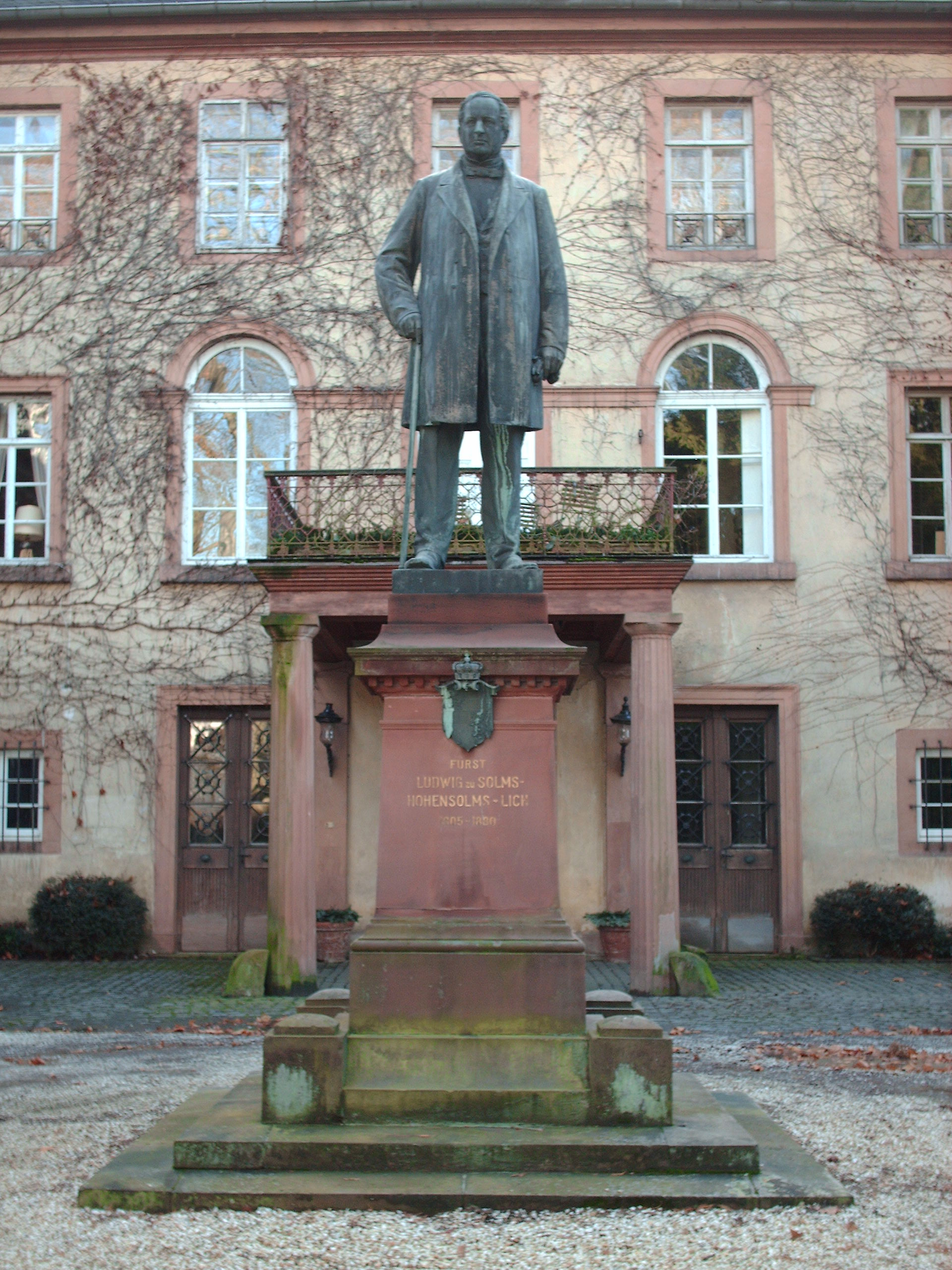
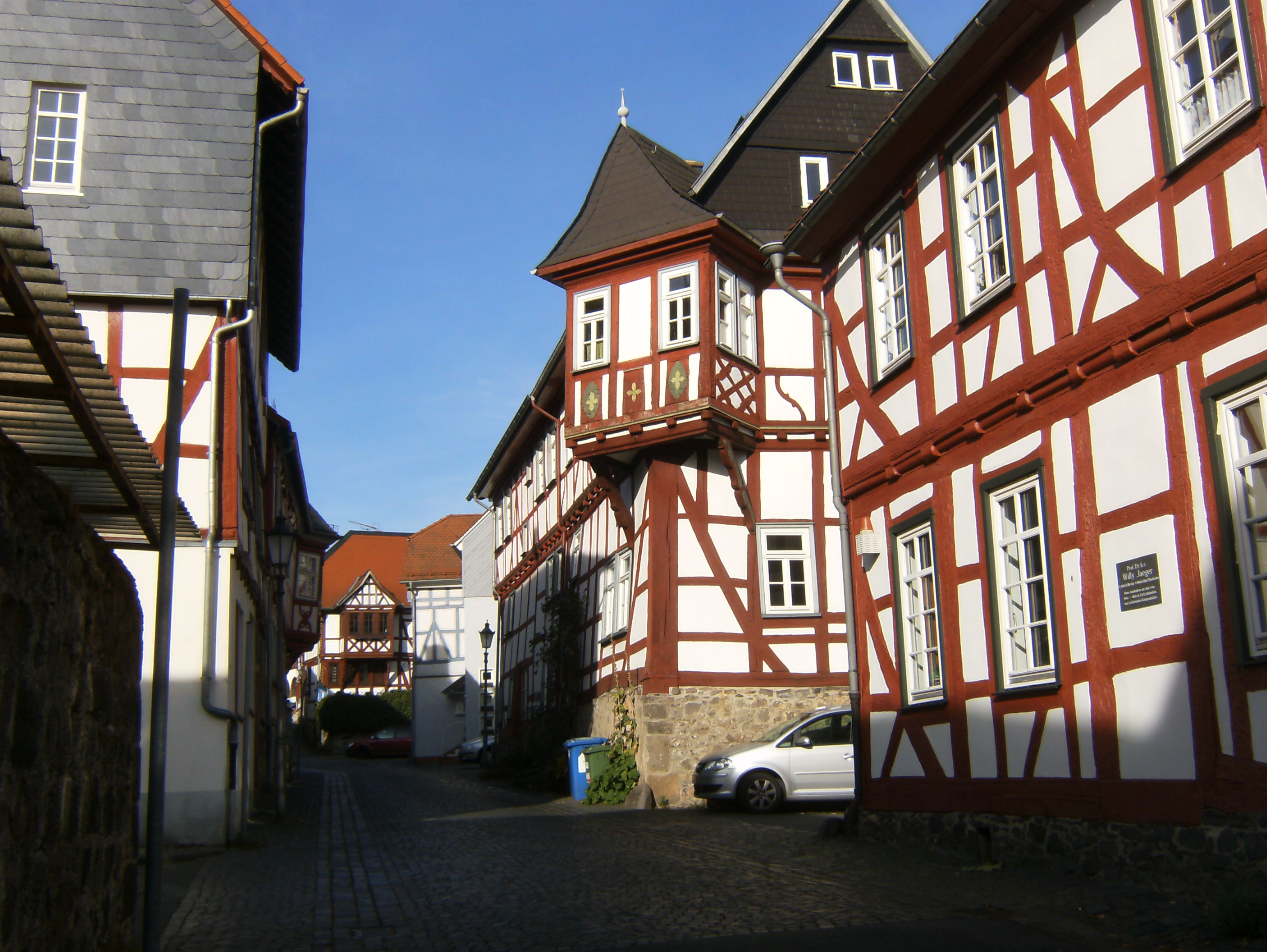
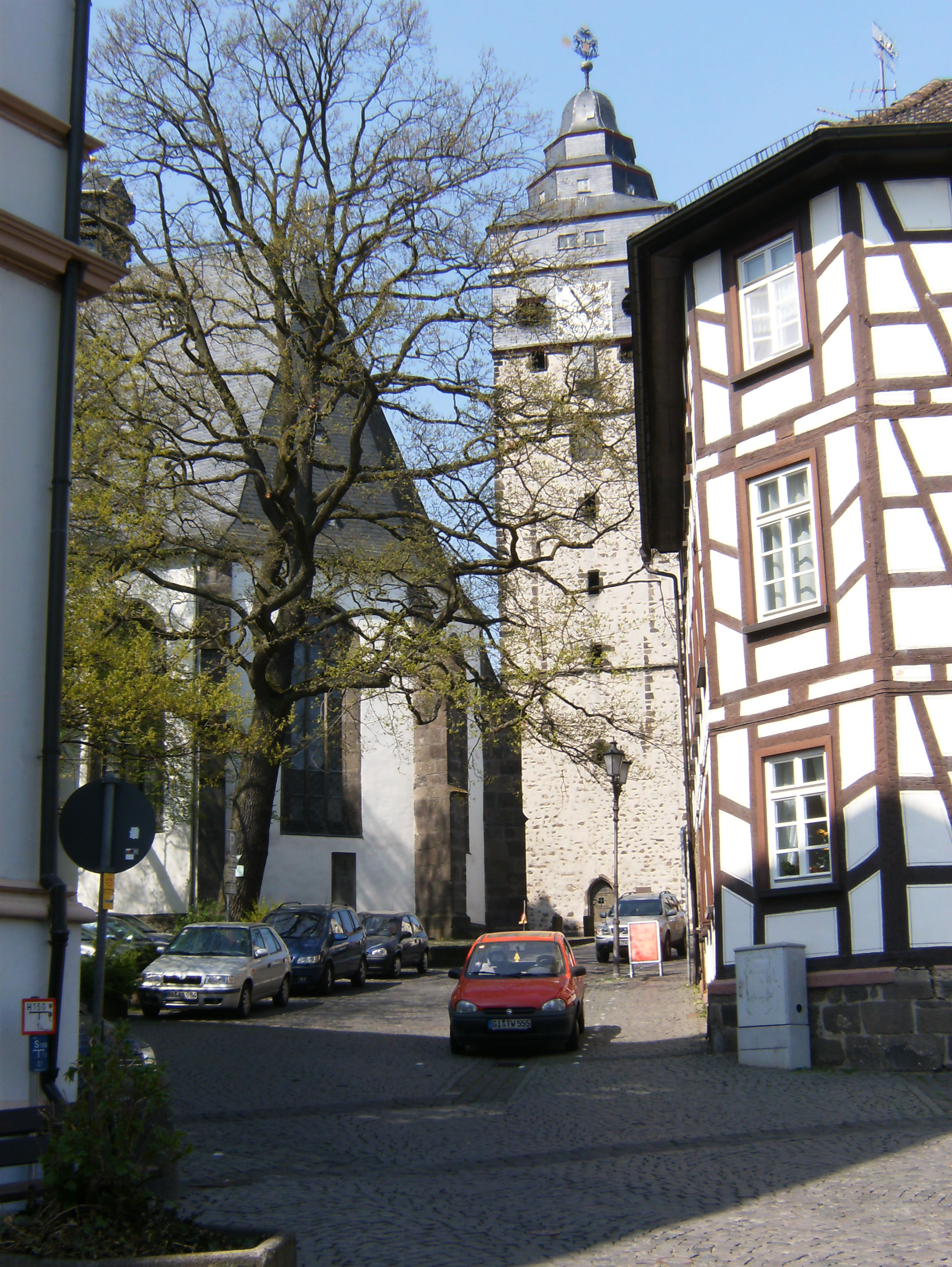
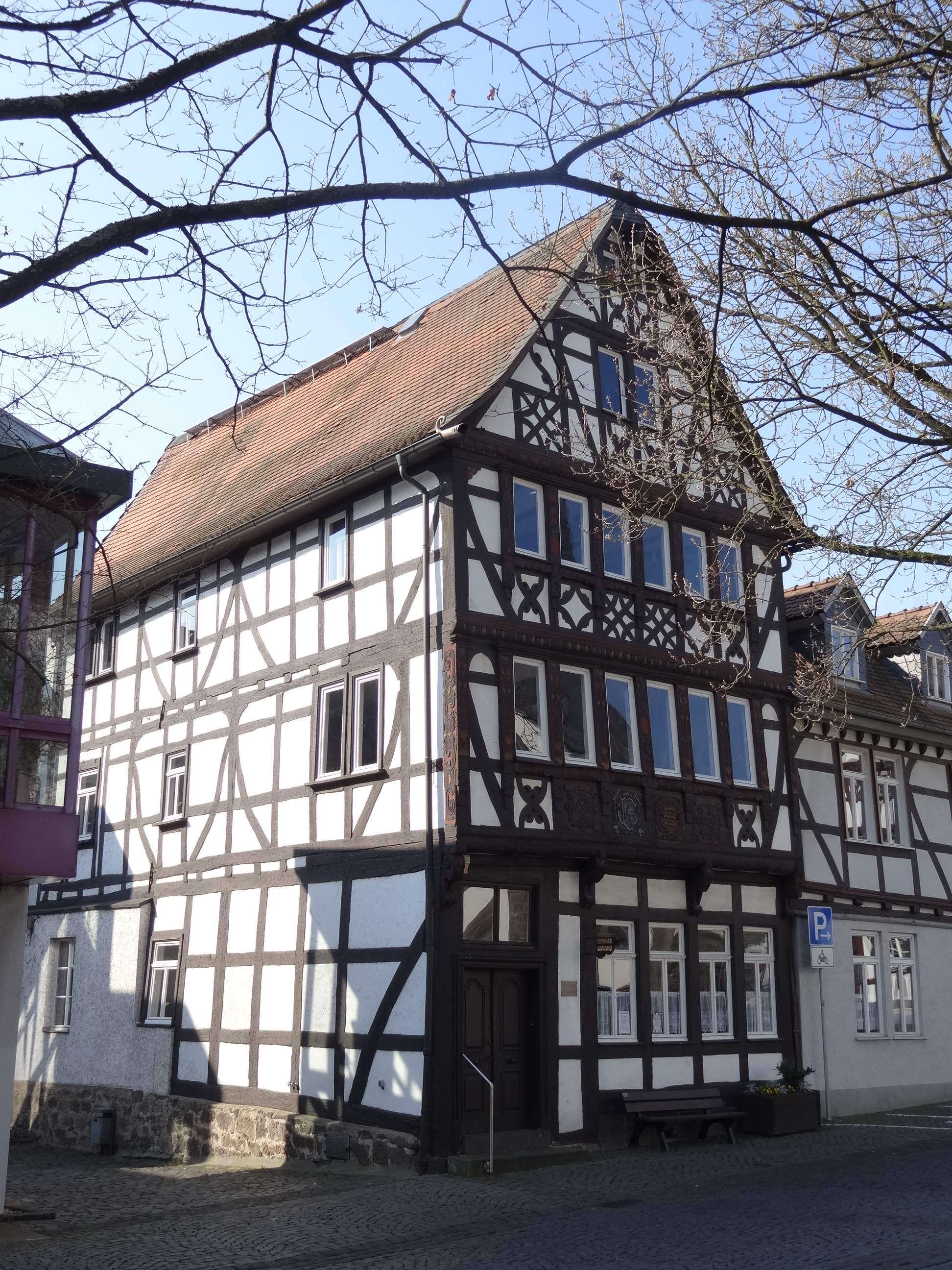
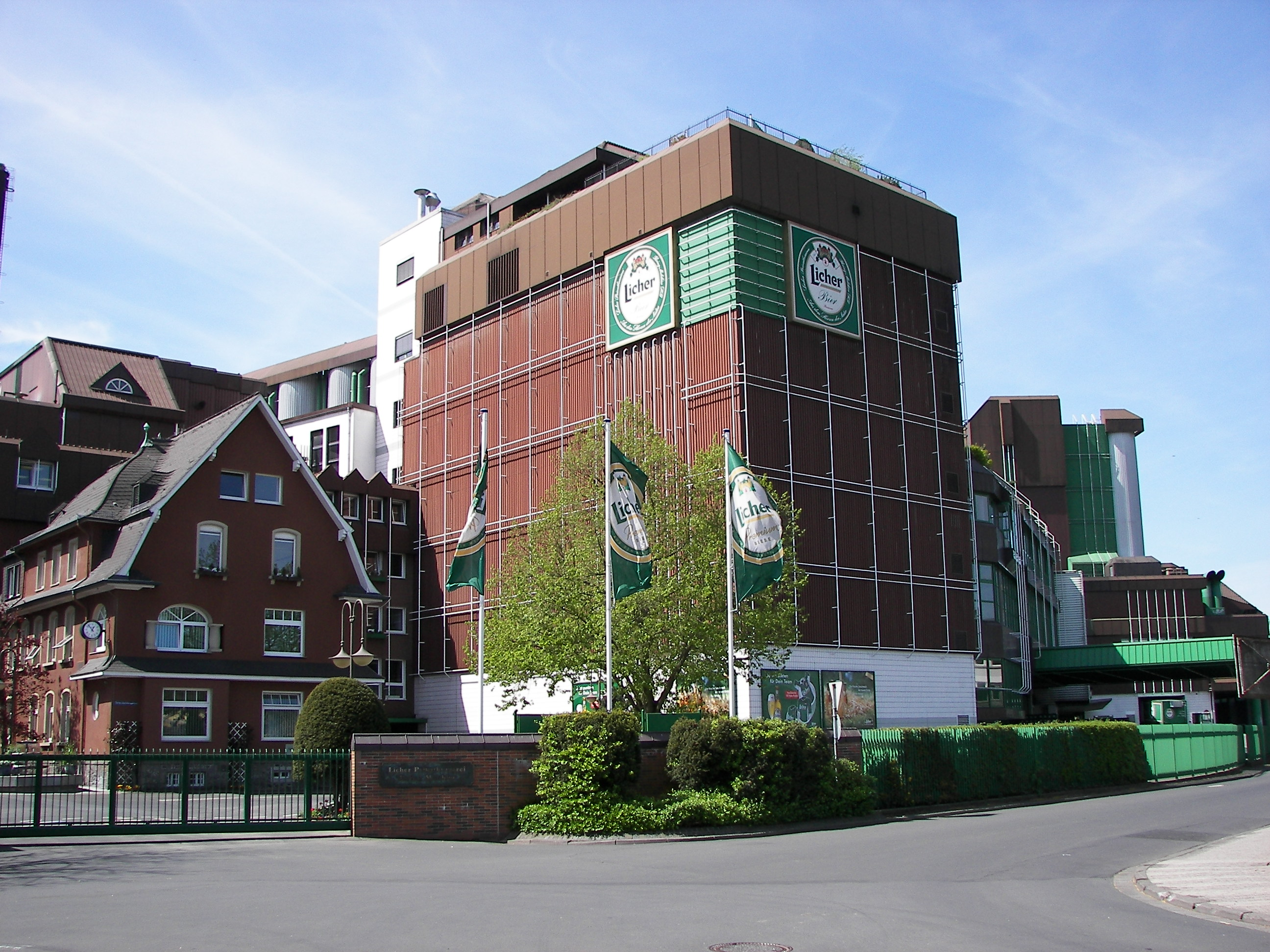
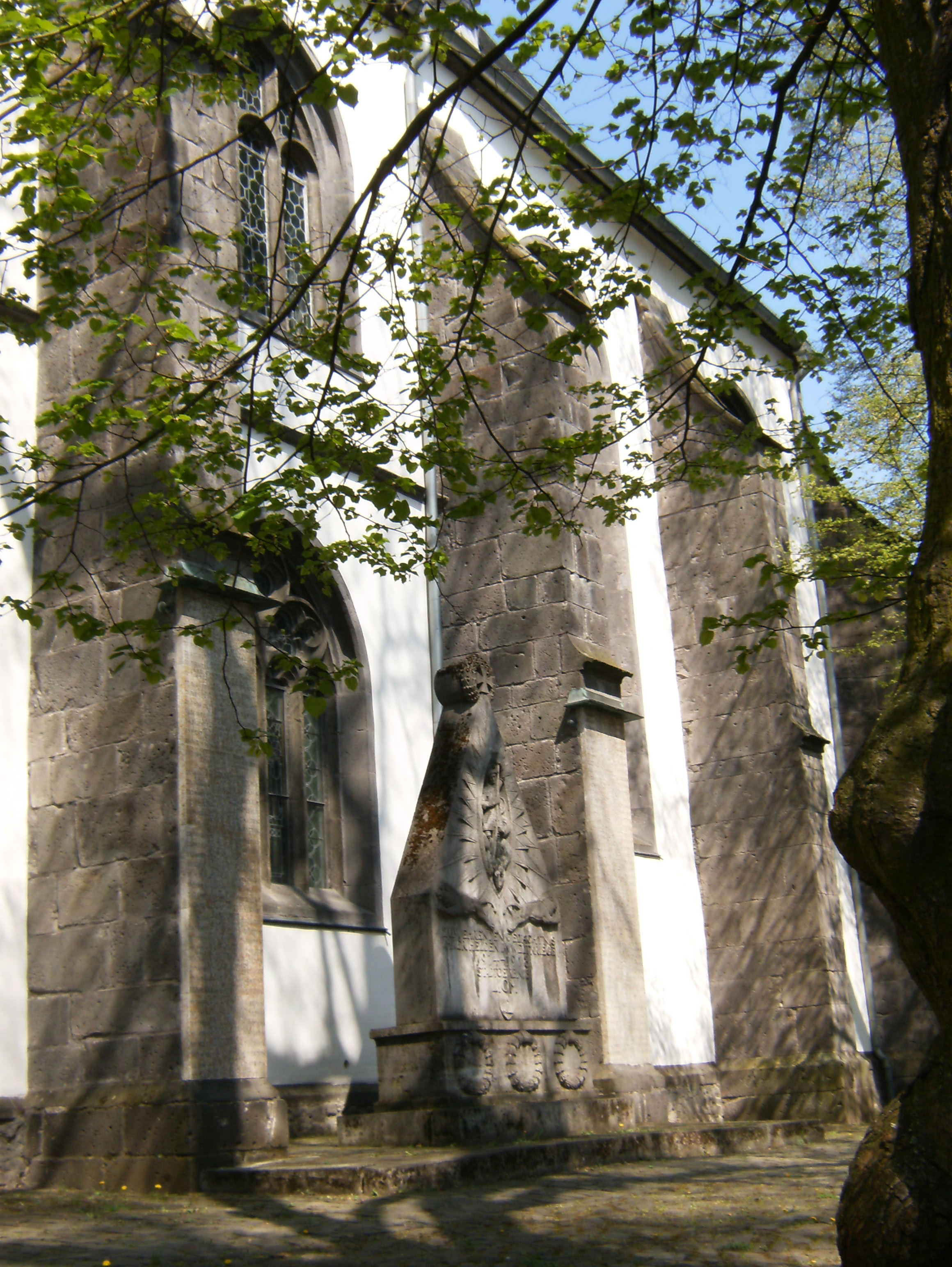
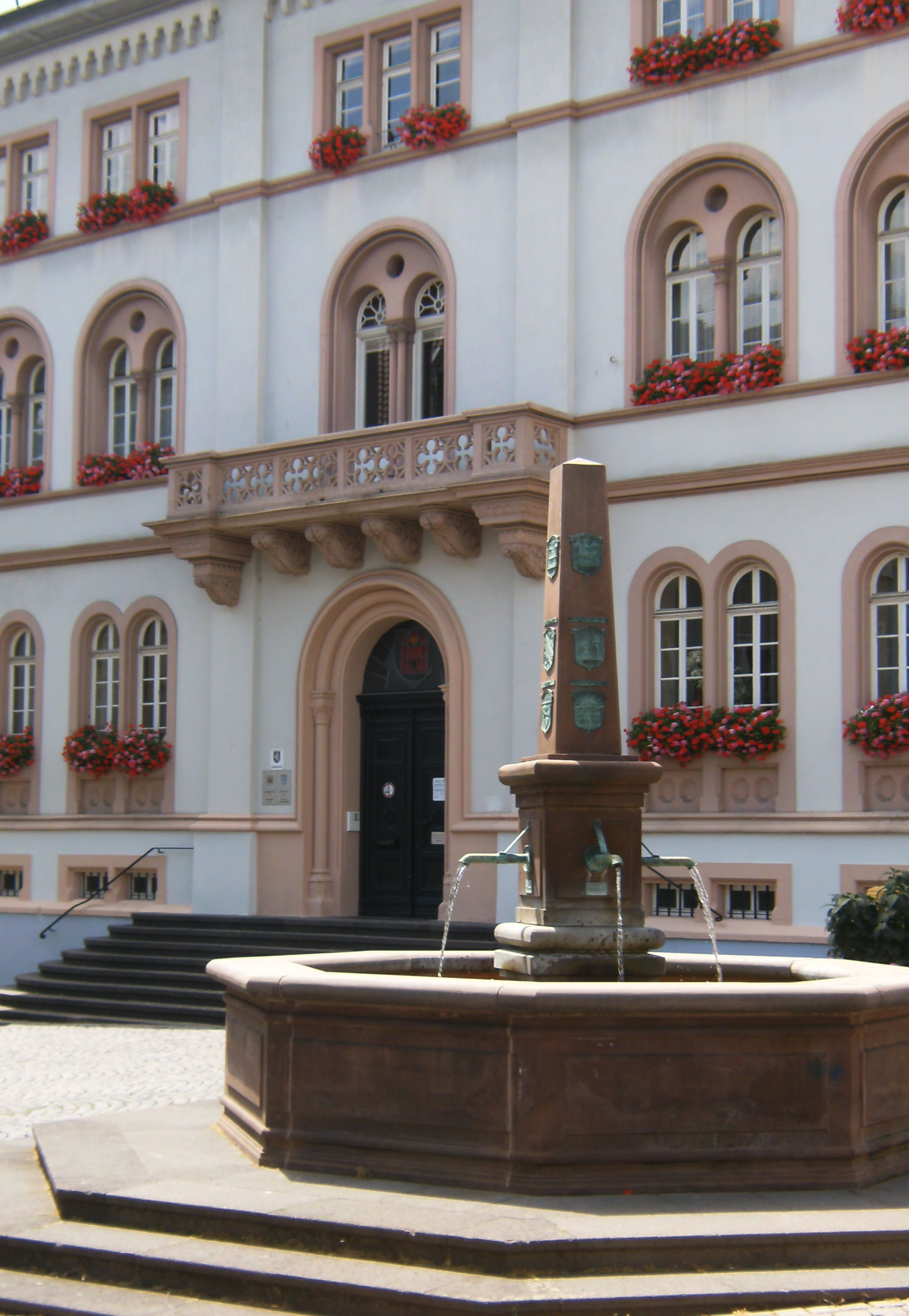
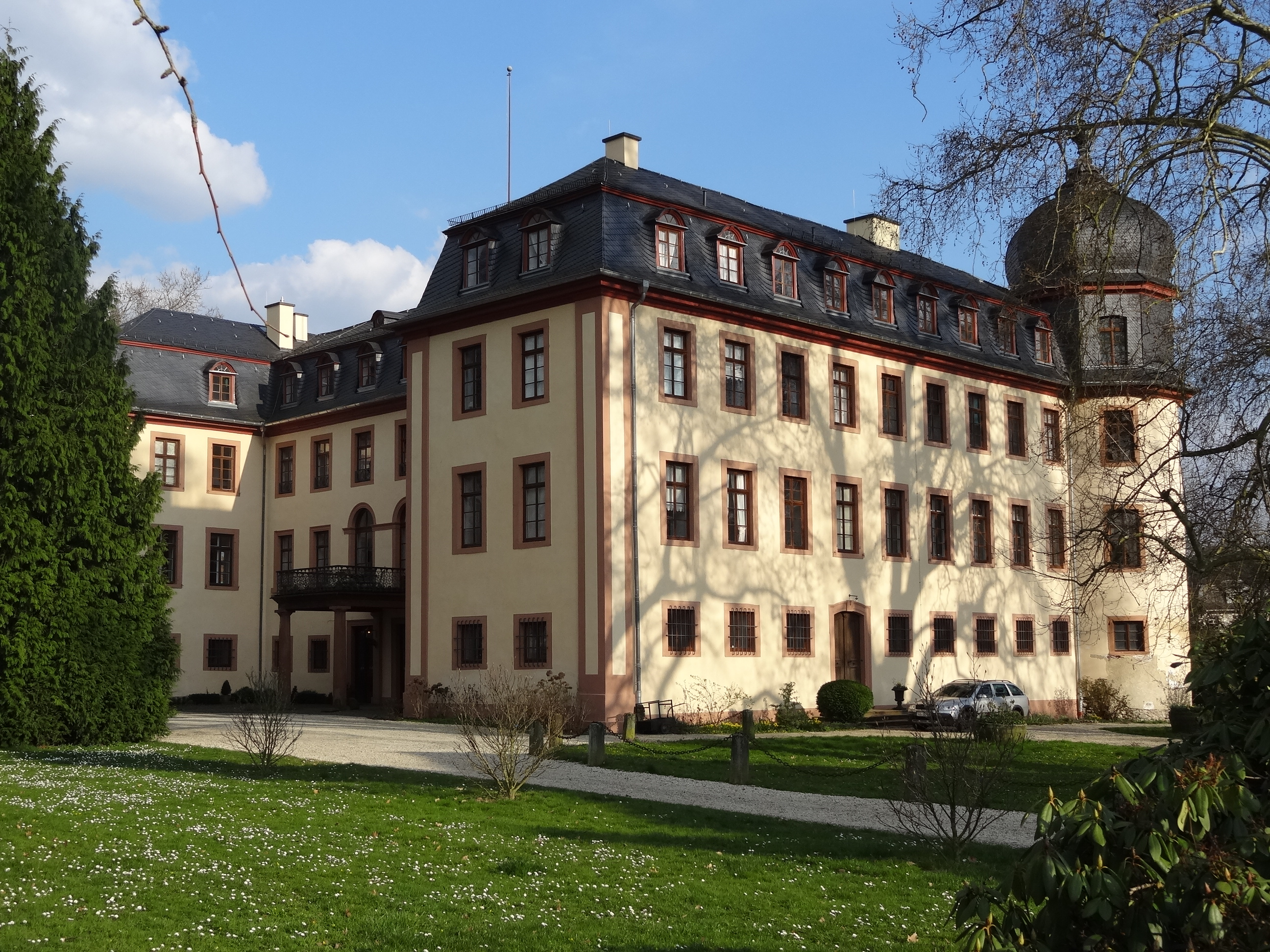

## Nevezetességek
- Marienstiftkirche
- Favázas házak